# Rawna gora (obwód Warna)
Rawna gora (bułg. Равна гора) – wieś we wschodniej Bułgarii, w obwodzie Warna, w gminie Awren.